# César Gonçalves Brito
César Gonçalves de Brito (nacido el 21 de octubre de 1964) es un exfutbolista portugués, que se retiró del fútbol profesional en 2000.

## Trayectoria
César Brito, nombre por el que era conocido, comenzó su carrera profesional en las filas de SC Covilhã en la temporada 1984-1985, jugando de delantero centro, durante esa temporada destacó como goleador, lo que le valió para que los grandes de Portugal se fijaran en él, por aquel entonces joven y prometedor delantero.

Así en el verano de 1985 el Benfica, equipo que venía de ganar la copa de Portugal, lo ficha, y allí comienza poco a poco a participar en un equipo tan importante. En sus dos primeras temporadas gana 2 copas de Portugal y una Liga, pero no cuenta todo lo que quisiera para el entrenador, por lo que la temporada 1987-88 se marcha cedido al Portimonense.

En el Portimonense, hace una gran temporada, siendo el máximo goleador del equipo, lo que le vale para volver al Benfica la temporada siguiente, convirtiéndose en una pieza clave dentro del equipo, siendo su delantero referencia, lo que le vale para debutar con la selección y ser un fijo en ella. César Brito permaneció en el Benfica hasta el final de la temporada de 1995, llegando a disputar la final de la Copa de Europa en la temporada 1989/90, ya que jugó los últimos 35 minutos del partido que enfrentó a su equipo con el AC Milan. En el Benfica jugó en total 145 partidos, marcando 38 goles.

Precisamente en el verano de 1995 fichó por el conocido como tercer equipo de la capital, y ese equipo no era otro que el histórico Belenenses, donde realizó una grandísima temporada, lo que le valió para que se fijaran en él equipos extranjeros, y después de estudiar las diferentes ofertas que le llegaron, se decantó por la oferta de la UD Salamanca, de la Liga española.

En verano de 1996 César Brito llegó a la UD Salamanca, que ese año jugaba en 2ª División, ya que la temporada anterior había descendido, y tenía como único objetivo el ascenso a la 1ª División. Para ello el club charro se reforzó fichando a muchos jugadores provenientes de Portugal, entre ellos a varios compañeros de César Brito en la temporada anterior en el Belenenses, esos fueron José Taira, Everton Giovanella y Catanha, pero no fueron los únicos jugadores que llegaron de Portugal, ya que también ficharon a Nuno Alfonso, Serodio, Paulo Torres, Pauleta y Agostinho.
Esa temporada fue muy buena tanto para la Unión Deportiva Salamanca, como para César Brito, ya que pese a un inicio un tanto dubitativo, lograron ascender a 1ª División como segundos clasificados, y haciendo un fútbol que llamó la atención de todo el país, en él César Brito jugó 36 partidos, anotando 15 goles y convirtiéndose en uno de los máximos goleadores de la categoría, que precisamente fue su compañero Pauleta con 19 goles.

La temporada siguiente ya en 1ª División, fue muy ilusionante para César Brito, ya que volvía a jugar entre los mejores jugadores del mundo, y además colaboró a la permanencia del equipo anotando 7 goles en 34 partidos, marcando goles en partidos históricos para su club como fue en las victorias por 4-3 y 1-4 ante el Fútbol Club Barcelona, el 6-0 ante el Valencia CF o en el 1-2 en el derbi ante el Real Valladolid, que hacia que la Unión consiguiera ganar en el campo del eterno rival muchos años después del último triunfo, pero pese a su gran temporada, César Brito se marchó del Salamanca, para recalar en el CP Mérida, que acababa de descender a la 2ª División.

En la UD Mérida no tuvo suerte y se lesionó de gravedad, impidiéndole jugar en casi toda la temporada e incluso haciéndole pensar en le retirada, pero la siguiente temporada recibió una oferta de la S.C. Covilhã, el equipo de su ciudad y en el que debutó, y allí jugó su última temporada como futbolista profesional, ya que a la conclusión de la temporada 1999-2000 anunció su retirada del fútbol profesional.

## Clubes
| Club                      | País     | Año       | PJ  | Goles |
| ------------------------- | -------- | --------- | --- | ----- |
| S.C. Covilhã              | Portugal | 1985-1985 | 28  | 16    |
| SL Benfica                | Portugal | 1985-1987 | 37  | 8     |
| Portimonense (Cedido)     | Portugal | 1987-1988 | 30  | 14    |
| SL Benfica                | Portugal | 1988-1995 | 145 | 38    |
| Belenenses                | Portugal | 1995-1996 | 26  | 12    |
| Unión Deportiva Salamanca | España   | 1996-1998 | 70  | 22    |
| C.P. Mérida               | España   | 1998-1999 | 14  | 1     |
| S.C. Covilhã              | Portugal | 1999-2000 | 15  | 7     |

## Carrera internacional
César Brito fue internacional Sub-21 con Portugal. Debutó con la selección absoluta y fue
internacional 14 partidos, anotando 2 goles y siendo uno de los jugadores importantes de la selección durante los años en los que fue convocado.

## Palmarés
- Primera División de Portugal (4): 1986/87, 1988/89, 1990/91, 1993/94
- Copa de Portugal (3):1985/86, 1986/87, 1992/93
- Supercopa de Portugal (1):1988/89